# Lijst van conflicten van voormalige Sovjetstaten
Dit artikel betreft een lijst van conflicten die zich in de voormalige Sovjet-Unie afgespeeld hebben na het uiteenvallen van de Sovjet-Unie op 26 december 1991.

## Centraal-Azië
| Conflict                                                  | Partijen                                                                                                | Partijen | Begin             | Eind              | Beschrijving |
| --------------------------------------------------------- | --- | --- | ----------------- | ----------------- | --- |
| Tadzjiekse Burgeroorlog                                   | Tadzjikistan Rusland Oezbekistan Kirgizië Kazachstan                                                    | Islamitische Wederopstandingspartij van Tadzjikistan Jamiat-e Islami Liberaal-democratische oppositie Democratische Partij Partij van de Volkseenheid Rastokhez Lali Badakhshan Gesteund door: Islamitische Staat Afghanistan Taliban Islamitische Beweging van Oezbekistan | 5 mei 1992        | 27 juni 1992      | Volksopstand van etnische groepen uit de regio's Gorno-Badachsjan en Gharm tegen de regering van Rahmon Nabijev. Het conflict eindigt in de ondertekening van een vredesovereenkomst. |
| Batkenconflict                                            | Kirgizië Gesteund door: Rusland                                                                         | Islamitische Beweging van Oezbekistan | 30 juli 1999      | 27 september 1999 | Periode van gevechten tussen strijders van de Islamitische Beweging van Oezbekistan en de Kirgizische regering. Eindigt in het terugdringen van de Islamitische militanten naar Tadzjikistan. |
| Opstand in Andizan                                        | Oezbeekse regering                                                                                      | Demonstranten in de stad Andizan | 13 mei 2005       | 13 mei 2005       | Protesten tegen de regering in Andizan, waar de Oezbeekse regeringstroepen een bloedbad aanrichten. |
| Kirgizische revolutie van 2010                            | Kirgizische regering                                                                                    | Oppositie | 10 april 2010     | 14 december 2010  | De revolutie begint met het afzetten van de Kirgizische president Koermanbek Bakijev in de hoofdstad Bisjkek. Het geweld leidt tot een nieuw parlementair systeem in Kirgizië. |
| Etnische conflicten in Zuid-Kirgizië in 2010              | Kirgizische regering Gesteund door: Turkmenistan Iran Kazachstan China Rusland Turkije Verenigde Staten | Etnisch Kirgizische opstandelingenEtnisch Oezbeekse opstandelingen | 19 mei 2010       | juni 2010         | Gevechten tussen etnisch Kirizische en Oezbeekse burgers in Zuid-Kirgizië, voornamelijk in de steden Oš en Dzjalal-Abad. De nasleep hiervan leidt tot het afzetten van president Koermanbek Bakijev op 7 april. |
| Tadzjiekse rebellenopstand                                | Tadzjikistan                                                                                            | Verenigde Tadzjikistaanse oppositie | 19 september 2010 | 1 september 2015  | Beperkte gevechten in Tadzjikistan tussen rebellen en regeringstroepen. |
| Etnische conflicten tussen Doenganen en Kazachen in 2020. | Kazachstan                                                                                              | Etnisch KazachenEtnisch Doenganen | 5 februari 2020   | 8 februari 2020   | Gevechten tussen etnisch Kazachen en etnisch Doenganen (een moslimgroep van Chinese oorsprong) in het dorp Masanchi in het district Kordai in Kazachstan. |
| Protesten in Kirgizië in 2020                             | Regering van Kirgizië                                                                                   | Oppositie | 5 oktober 2020    | 15 oktober 2020   | Na de parlementsverkiezingen van 2020, die als oneerlijk worden ervaren, met beweringen van stemfraude, breken in Kirgizië protesten uit. |
| Kirgizische-Tadzjikistaanse gevechten in 2021             | Tadzjikistan                                                                                            | Kirgizië | 28 april 2021     | 1 mei 2021        | Gevechten tussen Kirgizië en Tadzjikistan vanwege een geschil over water. |
| Protesten in Kazachstan in 2022                           | Kazachstaanse regering CSTO                                                                             | Oppositie | 2 januari 2022    | 11 januari 2022   | Protesten door heel Kazachstan naar aanleiding van een abrupte stijging van de brandstofprijzen escaleren in algemenere protesten. De Kazachstaanse regering vraagt hulp aan de CSTO om de protesten te onderdrukken. |
| Protesten in Karakalpakstan in 2022.                      | Oezbekistan                                                                                             | Karakalpakstan | 1 juli 2022       | 3 juli 2022       | Protesten naar aanleiding van voorstellen van president Sjavkat Mirzijojev voor veranderingen in de grondwet die Karakalpakstans autonomie zouden inperken en het recht om zich af te splitsen onmogelijk zouden maken. Een dag na het start van de protesten trekt Mirzijojev de wetsvoorstellen in. Volgens de Karakalpakstaanse regering zouden demonstranten geprobeerd hebben regeringsgebouwen te bestormen. |
| Kirgistaanse-Tadzjikistaanse gevechten van 2022           | Kirgizië                                                                                                | Tadzjikistan | 27 januari 2022   | 20 september 2022 | Gevechten tussen Kirgizië en Tadzjikistan. |

## Noordelijke Kaukasus
| Conflict                                                | Partijen              | Partijen                              | Begin            | Eind              | Beschrijving |
| ------------------------------------------------------- | --------------------- | ------------------------------------- | ---------------- | ----------------- | --- |
| Oost-Prigorodni conflict                                | Noord-Ossetië Rusland | Ingoesjetische militiestrijders       | 30 oktober 1992  | 6 november 1992   | Interetnisch conflict in het oostelijke deel van het District Prigorodni. |
| Eerste Tsjetsjeense Oorlog                              | Rusland               | Itsjkerië                             | 11 december 1994 | 31 augustus 1996  | Russische troepen trekken Tsjetsjenië binnen nadat het zichzelf onafhankelijk heeft verklaard maar trekken zich in 1996 terug, waarna Tsjetsjenië een de facto onafhankelijke staat wordt.   |
| Dagestanoorlog                                          | Rusland               | Islamitisch Jamaat van Dagastan       | 7 augustus 1999  | 14 september 1999 | Russische troepen vechten tegen Dagestaanse islamitische separatisten en Tsjetsjeense islamitische strijders in Dagestan. De islamitische strijders worden terug naar Tsjetsjenië verdreven. |
| Tweede Tsjetsjeense Oorlog                              | Rusland               | Itsjkerië                             | 26 augustus 1999 | 31 mei 2000       | Rusland valt opnieuw Tsjetsjenië binnen en herstelt de federale controle over de regio. |
| Separatistenopstand in Tsjetsjenië                      | Rusland               | Itsjkerië Kaukasisch Emiraat          | 1 juni 2000      | 19 mei 2015       | Separatistenopstand in Tsjetsjenië, Dagestan en andere delen van de Noordelijke Kaukasus. |
| Oorlog in Ingoesjetië                                   | Rusland Ingoesjetië   | Kaukasisch Emiraat                    | 21 juli 2007     | 19 mei 2015       | Separatistenopstand in Ingoesjetië. |
| Beperkte separatistenopstand in de Noordelijke Kaukasus | Rusland               | Kaukasisch Emiraat Islamitische Staat | 16 april 2009    | 19 december 2017  | Separatistenopstand in Tsjetsjenië, Dagestan en andere delen van de Noordelijke Kaukasus. |

## Zuidelijke Kaukasus
| Conflict                                                 | Partijen                                | Partijen                                                    | Begin             | Eind              | Beschrijving |
| -------------------------------------------------------- | --------------------------------------- | ----------------------------------------------------------- | ----------------- | ----------------- | --- |
| Eerste oorlog in Nagorno-Karabach                        | Azerbeidzjan                            | Nagorno-Karabach Armenië                                    | 20 februari 1988  | 12 mei 1994       | Het separatistenconflict leidt tot de de facto onafhankelijkheid van Nagorno-Karabach. |
| Oorlog in Zuid-Ossetië                                   | Georgië                                 | Zuid-Ossetië Gesteund door: Rusland                         | 5 januari 1991    | 24 juni 1992      | Het etnisch-separatistische conflict leidt tot de de facto onafhankelijkheid van Zuid-Ossetië van Georgië en een door Rusland geleide vredesmissie met Osseetse en Georgische deelname. Het door etnisch Georgiërs bewoonde deel van Zuid-Ossetië valt onder het Georgische mandaatgebied. |
| Georgische staatsgreep van 1991–1992                     | Nationale Garde van Georgië             | Mchedrioni                                                  | 22 december 1991  | 6 januari 1992    | Georgische militante groeperingen waaronder de Mchedrioni onder leiding van Dzjaba Ioseliani en dissidente fracties van de Nationale Garde onder leiding van Tengiz Kitovani plegen een bloedige coup in Tbilisi tegen de eerste president van Georgië, Zviad Gamsachoerdia, waarbij meer dan honderd mensen omkomen en het centrum van Tbilisi zwaar beschadigd raakt. Gamsachoerdia vlucht op 6 januari 1992 naar het buitenland en belandt uiteindelijk in Tsjetsjenië. De door de coupplegers opgerichte militaire raad vraagt de voormalige leider van de Georgische sovjetrepubliek, Edoeard Sjevardnadze, om het land te leiden. |
| Georgische burgeroorlog                                  | Georgië Gesteund door: Rusland          | Pro-Gamsachoerdia-strijders                                 | januari 1992      | 31 december 1993  | De aanhangers van de afgezette president Gamsachoerdia, de Zviadisten, komen op verschillende momenten in 1992 en 1993 in opstand en worden neergeslagen door de nationale troepen, de Mchedrioni en met assistentie van het Russische leger. Gamsachoerdia overlijdt op 31 december 1993 in de west-Georgische regio Mingrelië, de bakermat van zijn verzet. |
| Oorlog in Abchazië (1992-1993)                           | Georgië                                 | Abchazië Gesteund door: Rusland                             | 14 augustus 1992  | 27 september 1993 | Abchazisch separatisme leidt tot de de facto onafhankelijkheid van Abchazië van Georgië. Het zuidwestelijke deel van Abchazië en het aangrenzende deel in centraal gecontroleerd Georgië komen onder de UNOMIG VN-missie te staan. Rusland leidt een vredesmissie van het Gemenebest van Onafhankelijke Staten. |
| Oorlog in Abchazië (1998)                                | Abchazië Gesteund door: Rusland         | Georgische guerrilla's                                      | 18 mei 1998       | 26 mei 1998       | Georgische paramilitaire groeperingen starten een opstand tegen de Abchazische separatistische regering. |
| Kodoricrisis van 2001                                    | Abchazië                                | Georgische guerrilla's Tsjetsjeense strijders onder Gelajev | 4 oktober 2001    | 18 oktober 2001   | Georgische geurrillas proberen tevergeefs vanuit de Kodorivallei de controle over Abchazië terug te krijgen met hulp van Tsjetsjeense strijders. |
| Pankisicrisis                                            | Georgië Gesteund door: Verenigde Staten | Tsjetsjeense strijders Internationale Moedjahedien          | 2000              | 2004              | Tijdens de Tweede Tsjetsjeense Oorlog nemen islamitische strijders hun toevlucht tot de Georgische Pankisivallei. Rusland beschuldigt Georgië ervan dat het Tsjetsjeense terroristen in de vallei huisvest en bombardeert geregeld Georgische doelwitten. Met de hulp van de Verenigde Staten weet Georgië de vallei te zuiveren van islamitische strijders. |
| Kodoricrisis van 2006                                    | Georgië                                 | Militie van Emzar Kvitsiani                                 | 22 juli 2006      | 28 juli 2006      | Georgische politie en speciale eenheden verdrijven een lokale militiegroep onder leiding van Emzar Kvitsiani uit de door Georgië gecontroleerde Kodorivallei in Abchazië. |
| Russisch-Georgische Oorlog                               | Rusland Zuid-Ossetië Abchazië           | Georgië                                                     | 7 augustus 2008   | 12 augustus 2008  | Een oorlog tussen Georgië aan de ene kant en Rusland, Zuid-Ossetië en Abchazië aan de andere kant wordt door Georgië verloren. Georgië verliest het gezag over de resterende delen van Zuid-Ossetië en Abchazië die het tot dan toe nog controleerde. De oorlog leidt tot de formele erkenning van de onafhankelijkheid van beide gebieden door Rusland en later vier andere VN-lidstaten. Rusland stationeert permanent duizenden manschappen in de gebieden. |
| Gevechten in Mardakert van 2010                          | Azerbeidzjan                            | Armenië Nagorno-Karabach                                    | 18 juni 2010      | 1 september 2010  | Beperkte grensoorlog tussen Armenië en Azerbeidzjan op de frontlinie tussen Nagorno-Karabach en Azerbeidzjan. |
| Nagorno-Karabachconflict van 2016                        | Azerbeidzjan                            | Armenië Nagorno-Karabach                                    | 1 april 2016      | 5 april 2016      | Een vierdaagse oorlog tussen Armenië en Azerbeidzjan bij de grens van de niet-erkende Republiek Artsach. Azerbeidzjaanse troepen winnen een kleine hoeveelheid grond dat deels door de Armenen werd heroverd aan het einde van het conflict. |
| Gevechten tussen Azerbeidzjan en Armenië in juli 2020    | Azerbeidzjan                            | Armenië                                                     | 12 juli 2020      | 16 juli 2020      | Armenië en Azerbeidzjan voeren gevechten aan de grens van de provincie Tavoesj van Armenië en het district Tovuz van Azerbeidzjan. De dood van de Azerbeidzjaanse majoor-generaal Polad Hasjimov leidde tot protesten in Azerbeidzjan. Turkije en Azerbeidzjan organiseerden grootschalige militaire oefeningen na afloop van de gevechten en spanningen bleven hoog tot de start van de Oorlog in Nagorno-Karabach twee maanden later. |
| Oorlog in Nagorno-Karabach (2020)                        | Azerbeidzjan                            | Armenië Nagorno-Karabach                                    | 27 september 2020 | 10 november 2020  | Azerbeidzjan herovert het grootste deel van de territoria die eerder onder de Republiek Artsach vielen. Een Russische vredesmissie wordt naar het betwiste gebied gestuurd. |
| Grenscrisis tussen Azerbeidzjan en Armenië (2021-heden). | Azerbeidzjan                            | Armenië                                                     | 12 mei 2021       | -                 | Gevechten aan de grens tussen Azerbeidzjan en Armenië. |
| Aanval op Nagorno-Karabach in 2023                       | Azerbeidzjan                            | Armenië                                                     | 19 september 2023 | 20 september 2023 | Flitsoffensief van Azerbeidzjan op Nagorno-Karabach. Leidt tot exodus van vrijwel alle 120.000 Armeniërs in het gebied naar Armenië. |

## Oost-Europa
| Conflict                                      | Partijen                                                                                                 | Partijen | Begin             | Eind             | Beschrijving |
| --------------------------------------------- | --- | --- | ----------------- | ---------------- | --- |
| Transnistrisch conflict                       | Transnistrië Rusland Diplomatieke steun: Oekraïne                                                        | Moldavië Gesteund door: Roemenië | 1 maart 1992      | 21 juli 1992     | Het conflict start uit angst van de Russische en Oekraïense meerderheid in het gebied om een eenwording van Moldavië met Roemenië. Zware gevechten starten op 1 maart 1992 na een politieke worsteling. Een staakt-het-vuren tussen Russische en Transnistrische troepen en Moldavische troepen wordt sinds 1992 door Russische troepen in Transnistrië bewaakt in het bevroren conflict. |
| Russische constitutionele crisis van 1993     | Jeltsin aanhangers                                                                                       | Aanhangers van de Opperste Sovjet van de Russische Federatie | 21 september 1993 | 4 oktober 1993   | Politieke stand-off tussen de Russische president en het Russische parlement die wordt beëindigd middels een militaire confrontatie. |
| Euromaidan en de Revolutie van de Waardigheid | Regering Gesteund door: Rusland                                                                          | Oppositie | 12 november 2013  | 22 februari 2014 | Euromaidan is een periode van onrust die begint met de annulering van een associatieverdrag met de EU door de zittende Oekraïense regering ten gunste van toenadering met Rusland. De ontevredenheid wordt versterkt door de perceptie van grootschalige corruptie, machtsmisbruik en mensenrechtenschendingen in Oekraïne. De protesten escaleren en leiden tot de Revolutie van de Waardigheid, waarbij de Oekraïense regering omver wordt geworpen. Ook begint hierna de Oorlog in Oost-Oekraïne. |
| Russische annexatie van de Krim               | Rusland Republiek van de Krim                                                                            | Oekraïne Autonome republiek van de Krim | 20 februari 2014  | 26 maart 2014    | Rusland valt de Krim binnen. In maart wordt na de verovering van de Krim door pro-Russische separatisten een referendum (dat niet wordt erkend door de nieuwe Oekraïense autoriteiten) gehouden over hereniging van de Krim met Rusland. Dit gebeurt in de nasleep van de Revolutie van de Waardigheid. Rusland annexeert de Krim op 18 maart. |
| Pro-Russische protesten van 2014              | Pro-Russische separatisten Rusland                                                                       | Oekraïne | 22 februari 2014  | 2 mei 2014       | Als gevolg van de revolutie in Kyiv breekt er pro-Russische onrust uit in de oostelijke regionen van het land die uitgroeit tot massale protesten en geweld tussen pro-Russische en pro-Oekraïense activisten. Een en ander wordt als voorwendsel gebruikt voor de Russische annexatie van de regio. In de Donbas ontaardt de situatie algauw in een oorlog. Protesten in andere regionen omvatten onder andere de inneming van overheidsgebouwen in Charkiv en dodelijke gevechten in Odessa.       |
| Oorlog in Oost-Oekraïne                       | Volksrepubliek Donetsk Volksrepubliek Loegansk Rusland                                                   | Oekraïne | 6 april 2014      | 24 februari 2022 | Als gevolg van de onrust begint een volwaardige oorlog in de Oekraïense regionen Donetsk en Loegansk, samen bekend als de Donbas. De separatistische "volksrepublieken" veroveren een stuk land aan de Russische grens. Grootschalige gevechten eindigen met het tekenen van de Minsk-akkoorden aan het begin van 2015. Het conflict staat stil tot de Russische invasie van Oekraïne in februari 2022.                                                                                              |
| Russische invasie van Oekraïne                | Rusland Volksrepubliek Donetsk Volksrepubliek Loegansk Gesteund door: Wit-Rusland Noord-Korea Syrië Iran | Oekraïne, buitenlandse vrijwilligers Gesteund door: NAVO Europese Unie Albanië Australië Azerbeidzjan België Bulgarije Cambodja Canada Colombia Cyprus Denemarken Duitsland Estland Finland Frankrijk Griekenland Hongarije Ierland IJsland Israël Italië Japan Jordanië Kroatië Letland Litouwen Luxemburg Malta Marokko Montenegro Nederland Nieuw-Zeeland Noord-Macedonië Noorwegen Oostenrijk Pakistan Polen Portugal Roemenië Soedan Slovenië Slowakije Spanje Tsjechië Turkije Verenigd Koninkrijk Verenigde Staten Zuid-Korea Zweden Bedrijven/particuliere sponsoren | 24 februari 2022  | -                | Op 24 februari 2022 escaleert de Russisch-Oekraïense Oorlog met de Russische invasie van Oekraïne. Oekraïne krijgt brede financiële, humanitaire en militaire steun van landen, bedrijven, internationale organisaties en particuliere donoren. |
| Opstand van de Wagnergroep                    | Russisch regeringsleger                                                                                  | Wagnergroep | 23 juni 2023      | 24 juni 2023     | Het huurlingenleger Wagner pleegt een opstand tegen de Russische regering. |